# Alcea karsiana
Alcea karsiana är en malvaväxtart som först beskrevs av Eugen Iwanowitsch Bordzilowski, och fick sitt nu gällande namn av Grossg.. Alcea karsiana ingår i släktet stockrosor, och familjen malvaväxter. Inga underarter finns listade i Catalogue of Life.